# 岩国市議会
岩国市議会（いわくにしぎかい）は、山口県岩国市に設置されている地方議会である。

## 概要
- 定数：28人[1]
- 任期： - 2026年10月31日[2]
- 議長：片岡勝則（憲政会[3]）（2024年11月18日[3] - ）[4]
- 副議長：藤重建治（志政いわくに[3]）（2024年11月18日[3] - ）[4]

## 会派
2023年11月16日現在
- 憲政会（7人）
- 志政いわくに（4人）
- 公明党議員団（4人）
- 日本共産党市議団（3人）
- 市政改革クラブ（2人）
- 同志会（2人）
- 市民クラブ・草の根（2人）
- 市民の声をきく会（1人）
- リベラル岩国（1人）
- 岩国青嵐会（1人）
- 無所属（1人）

## 委員会
2023年11月16日現在
- 常任委員会
  - 総務（7人）
  - 教育民生（7人）
  - 経済（7人）
  - 建設（7人）
- 議会運営委員会（8人）

## 議員報酬と諸手当
- 月額[7]
  - 議長：月額 540,000円
  - 副議長：月額  470,000円
  - 議員：月額  440,000円
- 期末手当：6月および12月

## 議会だより
- いわくに市議会だより（年4回）[8]
発行：岩国市議会 / 編集：議会広報特別委員会

## 議員定数
2022年2月10日更新
- 2006年3月20日、8市町村（岩国市、由宇町、玖珂町、本郷村、周東町、錦町、美川町、美和町）が合併し、合併直後の議員数は在任特例により112人。
- 2006年10月22日 新市初の市議選 34人
- 2010年10月24日市議選から 32人
- 2018年10月14日市議選から 30人
- 2022年10月23日市議選から 28人

## 沿革
- 1940年 - 玖珂郡の2町3村（岩国町・麻里布町・川下村・愛宕村・灘村）が合併して岩国市が成立。岩国市議会、発足。